# Hussaków
Hussaków (ukr. Гусаків) – wieś na Ukrainie, w rejonie jaworowskim (do 2020 roku w rejonie mościskim) obwodu lwowskiego. Wieś liczy 526 mieszkańców.

## Historia
W II Rzeczypospolitej do 1934 samodzielna gmina jednostkowa. Następnie należała do zbiorowej wiejskiej gminy Hussaków w powiecie mościskim w woj. lwowskim. W latach 1944–1946 nacjonaliści ukraińscy z OUN - UPA zamordowali tutaj 24 Polaków. Po wojnie wieś weszła w struktury administracyjne Związku Radzieckiego.

## Zabytki
- Kościół św. Stanisława Biskupa, należący do parafii Hussaków (Stanisław Stroiński wraz z Tomaszem Gertnerem współpracowali przy dekoracji kościoła[3]).